# Enoch Powell
John Enoch Powell (Birmingham, 16 juni 1912 – 8 februari 1998) was een Brits politicus en classicus. Hij was parlementslid voor de Conservatieve Partij tussen 1950 en 1974, en voor de Ulster Unionistische partij van 1974 tot 1987. 
Hij verkreeg landelijke bekendheid in 1968 met zijn rivieren-van-bloed-toespraak. Slechts korte tijd heeft hij junior ministersposten bekleed, maar controversieel is hij tijdens zijn hele langdurige carrière geweest. Hij streek namelijk zowel in linkse als in rechtse kringen velen tegen de haren in met ideeën over Amerika, de Koude Oorlog, internationale machtsverhoudingen, kernwapens, en ras, nationale identiteit en soevereiniteit van het Verenigd Koninkrijk, immigratie en Brits-Europese relaties. 
Zijn intellectuele en retorische gaven werden echter algemeen erkend. De Nederlandse politicus Geert Wilders heeft in positieve zin naar hem verwezen.

## Vroege jaren
Powell is geboren en getogen in Birmingham, als zoon van twee leraren. Na het doorlopen van de King Edward's School aldaar ging hij klassieke talen studeren, waarin hij een van de besten was. Hij voltooide zijn studie aan Trinity College (Cambridge), waar hij de hoogste cijfers kreeg.
Hij kwam sterk onder invloed van de dichter A. E. Housman. Vervolgens werd hij, op 25-jarige leeftijd, benoemd tot hoogleraar Grieks aan de universiteit van Sydney, waar de latere Australische premier Gough Whitlam een van zijn studenten was. Hij redigeerde in 1938 een nieuwe editie van Stuart-Jones’ bewerking van de Historiae van Thucydides. Zijn academische prestatie met de meest blijvende waarde is zijn Lexicon to Herodotus (1938). Powells taalkundige gaven worden getypeerd door zijn bijdrage aan de redactie van een belangrijke juridische tekst in het Welsh.

## Oorlogsjaren
Tijdens zijn hoogleraarschap in Australië werd Powell steeds bozer over de Britse appeasementpolitiek ten aanzien van nazi-Duitsland, die hij zag als een verraad aan het Britse nationale belang. In een brief aan zijn ouders in juni 1939, vlak voor het uitbreken van de oorlog, schreef hij: ‘Het ligt aan de Engelsen zelf, niet aan hun regering, want als zij geen blinde lafaards waren zouden ze Chamberlain, Halifax en alle andere slijmende verraders wel lynchen’.
Onmiddellijk na het uitbreken van de oorlog keerde Powell terug naar Engeland, maar niet zonder eerst een Russisch woordenboek gekocht te hebben, want hij dacht dat 'Rusland de sleutel had tot onze overleving en onze overwinning, net als in 1812 en in 1916'.
Tijdens de Tweede Wereldoorlog maakte hij deel uit van het Royal Warwickshire Regiment; hij monsterde aan als Australiër. Later zou hij zijn promotie van soldaat tot korporaal laten opnemen in zijn artikel in "Who's Who"; bij andere gelegenheden omschreef hij die als van groter belang dan zijn benoeming tot minister. Hij werd naar een officiersopleiding gestuurd nadat hij tijdens een inspectie, terwijl hij in de keuken bezig was, een officier had geantwoord met een Grieks spreekwoord. Hoewel hij in Afrika diende bij de ‘Woestijnratten', is hij nooit zelf betrokken geweest bij gewapende actie, omdat hij tot zijn verdriet meestal voor stafwerk werd ingezet.
In Algiers werd het zaad van zijn afkeer voor Amerikanen gezaaid. Na enkele gesprekken met enkele hoge Amerikanen raakte hij ervan overtuigd dat Amerika uit was op vernietiging van het Britse Rijk. In een brief naar huis van 16 februari 1943 schreef hij: ‘Aan de horizon zie ik een grotere dreiging dan Duitsland of Japan ooit geweest zijn... onze verschrikkelijke vijand, Amerika...’
Powells overtuiging van de anti-Britse gezindheid van Amerika bleef na de oorlog overeind. Een artikel uit de krant de Statesman van 13 november 1943 had hij uitgeknipt en zijn hele leven bewaard, omdat hierin de Amerikaanse Clare Boothe Luce stelde dat onafhankelijkheid voor India zou betekenen dat de VS ‘werkelijk de grootste oorlog voor de democratie gewonnen zou hebben’.
Powell wilde wanhopig graag naar het Verre Oosten om aan de strijd tegen Japan deel te nemen, want ‘nu de oorlog in Europa is gewonnen, wil ik de Union Jack weer in Singapore zien, ... voordat de Amerikanen ons te vlug af zijn’.
Tegen het einde van de oorlog was hij de jongste brigade-generaal in het Britse leger, terwijl hij als soldaat begonnen was. Powell voelde zich schuldig dat hij de oorlog overleefd had, terwijl zovelen die hij gekend had, gevallen waren. Toen hem eens gevraagd werd hoe hij in de herinnering wilde voortleven, antwoordde hij eerst: ‘Anderen zullen zich mij herinneren zoals ze willen’, maar na enig aandringen zei hij: ‘Ik had graag willen sneuvelen in de oorlog’.

## De Conservatieve Partij
In 1945 boekte Labour een grote overwinning; Powell stemde toen ook Labour, omdat hij vond dat de Conservatieven alsnog gestraft moesten worden voor het Verdrag van München, maar hij werd wel lid van de Conservatieve Partij en ging werken voor het wetenschappelijk bureau daarvan. Een van zijn collega's was de latere minister Iain McLeod. Na een mislukte poging bij een tussentijdse verkiezing werd hij bij de algemene verkiezingen van 1950 in het Lagerhuis gekozen voor het district Wolverhampton Zuid-West.
Powell nam toen een cursus Urdu aan de School of Oriental Studies, tegenwoordig de School of Oriental and African Studies, University of London, om zo zijn niet-Engels sprekende kiezers beter te kunnen vertegenwoordigen.
Powell was in het Lagerhuis lid van de Suez-groep, die zich verzette tegen terugtrekking van Britse troepen van het Suezkanaal omdat daarmee volgens hem een signaal werd gegeven dat de Britten hun positie niet langer konden vasthouden, dus dat nog langer aanspraak houden op het Suezkanaal niet logisch zou zijn. Nadat de troepen in 1954 weg waren, ontstond in 1956 de Suezcrisis toen de Egyptenaren het Kanaal nationaliseerden; Powell verzette zich toen tegen herovering ervan, omdat het Verenigd Koninkrijk niet langer de middelen zou hebben om als grote mogendheid op te treden. Hoe de machtsverhoudingen lagen, bleek vervolgens ook wel, toen de Amerikanen de Britten dwongen de aftocht te blazen door te dreigen het Engelse pond te ondermijnen middels een massale deviezenverkoop.
Hij bekleedde junior ministerposten op volkshuisvesting en financiën, maar trad in 1958 af, samen met Peter Thorneycroft en Nigel Birch, uit protest tegen de regeringsplannen voor uitgavenverhoging; hij was namelijk een overtuigd monetarist en vrijemarkt-econoom. (Powell was ook lid van de door Friedrich Hayek gestichte Mont Pelerin Society.) Het gevolg van deze uitgavenverhoging was namelijk het drukken van extra geld; volgens Powell is dit de hoofdoorzaak van inflatie, een visie die tegenwoordig gemeengoed is. Bovendien was het volgens hem een verkapte vorm van belastingheffing, omdat iedereen die geld heeft erachter komt dat het minder waard is. De inflatie steeg naar 2,5%, erg hoog voor die tijd, vooral in vredestijd. Door de toenmalige premier Harold MacMillan werd dit aftreden bestempeld als 'een kleine plaatselijke moeilijkheid'.
Powell keerde in juli 1960 terug in de regering van MacMillan, als staatssecretaris van volksgezondheid, al was dat dan geen echte kabinetspost. Dat veranderde in 1962. Op deze positie werd hij verantwoordelijk voor een ambitieus tienjarenplan voor de bouw van algemene ziekenhuizen en voor het begin van de ontmanteling van de enorme psychiatrische inrichtingen. Een fragment van zijn beroemde ‘Watertoren'-rede van 1961 is:
'Daar staan zij, majestueus, heerszuchtig, gedomineerd door een reusachtige combinatie van watertoren en schoorsteen, onontkoombaar en dreigend oprijzend uit het landschap. – De inrichtingen die onze voorvaderen zo degelijk bouwden, drukken de ideeën van hun tijd uit. Onderschat geen moment hun weerbaarheid tegen onze aanval. Ik zal een beschrijving geven van de verdedigingswerken die wij moeten bestormen.'
Deze toespraak stimuleerde een debat dat in de jaren tachtig bijdroeg tot het Care in the Community-initiatief.
Later gaf hij leiding aan de tewerkstelling van een groot aantal immigranten in de onderbezette National Health Service. Voordien waren vele niet-blanke immigranten met volle burgerrechten vaak gedwongen baantjes te nemen die niemand anders wilde (bijvoorbeeld straatvegen, nachtarbeid in fabrieken), waarbij ze vaak aanzienlijk minder betaald kregen dan hun blanke collega's.
Evenals Iain MacLeod weigerde Powell te dienen in het kabinet nadat Alec Douglas-Home als premier benoemd was. Na de nederlaag van de Conservatieven bij de algemene verkiezingen van 1964 werd hij oppositiewoordvoerder voor Transport. In 1965 stelde hij zich voor het eerst beschikbaar voor verkiezing als partijleider, maar hij eindigde met grote afstand (slechts 15 fractieleden steunden hem) op de derde plaats; Edward Heath won, en benoemde hem tot schaduwminister van defensie.
In een controversiële toespraak op 26 mei 1967 kritiseerde Powell de rol van zijn land in de naoorlogse wereld:
'In onze verbeelding hebben de verdwijnende laatste restanten... van het Britse ooit zo uitgestrekte Indische imperium zich ontwikkeld tot een vredebewarende rol waarover de zon nooit ondergaat. Onder Gods wijze raadsbestel en als partner van de Verenigde Staten zouden we de vrede bewaren in de wereld en rennen we dus van hot naar haar om het communisme in te dammen, bosbrandjes te blussen en subversie te bestrijden. Het valt niet mee zonder termen uit de psychiatrie een geestesgesteldheid te beschrijven, die zo weinig met de realiteit van doen heeft’.

## De 'rivieren van bloed'
Powell stond bekend om zijn retorische gaven en om zijn eigenzinnigheid, waarbij hij zich weinig bekommerde om de gevolgen van zijn uitspraken voor zijn partij of voor hemzelf. Op 20 april 1968 hield hij een controversiële toespraak in Birmingham, waarin hij zijn gehoor waarschuwde voor de gevolgen van aanhoudende immigratie vanuit het Gemenebest naar het Verenigd Koninkrijk. Zijn toespraak bevatte de volgende passage, naar aanleiding van het wetsvoorstel over raciale verhoudingen, dat toen in het Lagerhuis lag:
'Dit betekent dat de immigrantengemeenschappen zich kunnen gaan organiseren en hun leden mobiliseren tegen hun medeburgers, en de rest te overdonderen en overheersen met de wettelijke middelen die de onwetenden en slecht geïnformeerden hun verschaft hebben. Als ik vooruitkijk, ben ik met sombere voorgevoelens vervuld. Net als de Romein, lijk ik de rivier de Tiber te zien dampen van bloed'.
Vanwege deze toespeling op de Aeneis VI,86 van Vergilius: "Bella, horrida bella, et Thybrim multo spumantem sanguine cerno," zou Powells rede de geschiedenis ingaan als ‘de rivieren van bloed’.
Waar het om ging bij deze toespraak was echter niet immigratie als zodanig. Het was anti-discriminatie-wetgeving, voorgesteld door de Labour regering, waarmee rassendiscriminatie in bepaalde aspecten van de Britse samenleving, met name huisvesting, werd verboden. Powell vond dit stuitend en immoreel.
Eén onderdeel van deze rede was het uitgebreid citeren uit een brief van een van zijn kiezers, een oudere dame in Wolverhampton, met een gedetailleerd verslag van haar ervaringen. Ze zou de laatste blanke in haar straat zijn. Ze had herhaaldelijk niet-blanken geweigerd als kamerhuurder, waarna zij bij haar eigen huis voor racist was uitgemaakt en uitwerpselen door de brievenbus had gekregen. Ondanks intensief speurwerk van een plaatselijke journalist, (tot dan toe bevriend met Powell, maar daarna niet meer,) kon de dame in kwestie niet gevonden worden. Powell weigerde haar naam te noemen, omdat zij volgens hem recht had op vertrouwelijkheid, al moest hij daarvoor een rechtszaak tegen een landelijke krant wegens laster opgeven (zie hieronder). Na Powells overlijden schreef Kenneth Nock, een advocaat uit Wolverhampton, in april 1998 naar de Express and Star dat zijn firma namens de dame in kwestie was opgetreden; hij bevestigde haar bestaan, maar dat zij vanwege regels met betrekking tot vertrouwelijkheid niet met name genoemd kon worden. Door het dagblad de Daily Mail werd ze in 2007 geïdentificeerd als Druscilla Cotterill, die overleden was in 1978.
Oppositieleider Edward Heath zette Powell nog de dag na zijn geruchtmakende rede uit zijn schaduwkabinet; Powell heeft daarna nooit meer een belangrijke politieke functie vervuld. Hij ontving wel bijna 120 000 brieven (overwegend positief), terwijl een Gallup-opiniepeiling die eind april werd gehouden, aantoonde dat 74% van de respondenten het ermee eens was. De Sunday Times werd door Powell aangeklaagd wegens laster omdat die zijn rede als racistisch had bestempeld, maar kreeg van het hof ook het recht inzage te eisen in de brieven die Powell in zijn toespraak had gebruikt. Powell weigerde dat, en trok de aanklacht in.
Drie dagen na de rede werd het wetsvoorstel over rassenrelaties behandeld in het Lagerhuis; duizend havenarbeiders marcheerden naar Westminster uit protest tegen Powells kennelijke ‘demonisering'. De volgende dag dienden 400 vleesdragers van de Smithfield markt een 92 pagina's tellende petitie in ter ondersteuning van Powell. Het betreffende wetsvoorstel werd in 1968 uiteindelijk aangenomen.
Sommigen veronderstelden dat Powell erin was geluisd; televisiecamera’s waren in de regel niet aanwezig bij een vergadering van de afdeling West-Midlands van de Conservatieve Partij, en sommigen menen dat Heath in Powell een geschikt zwart schaap zag, zodat de Conservatieven later dat jaar een hardere lijn tegen immigratie zouden kunnen trekken. Echter, Powell had van tevoren de tekst van zijn rede onder journalisten verspreid, dus hun aanwezigheid kan erop wijzen dat zij al wisten van de explosieve inhoud. Powell zou tegen Clem Jones, redacteur van een plaatselijke krant, gezegd hebben dat zijn toespraak een echte voetzoeker zou zijn. De televisiejournalist van ATV had vooraf een exemplaar ontvangen.

## Slagzin: "Enoch had gelijk"
In het hele Verenigd Koninkrijk, maar vooral in Engeland, werd "Enoch had gelijk" een slagzin die in het algemeen door rechts voor anti-immigratie- en anti-multiculturele doeleinden erbij werd gehaald om allerlei aspecten van de hedendaagse Engelse samenleving te vergelijken met Powells voorspelling in deze toespraak.

## Een ongebruikelijke conservatief?
Powells populariteit lijkt te hebben bijgedragen aan de Conservatieve overwinning in de vervroegde algemene verkiezingen van 1970, vooral in de West-Midlands (waarin Powells kiesdistrict lag). Bij een opiniepeiling door de Daily Express in 1972 bleek dat hij de populairste politicus van het land was.
In februari 1974 verliet Powell de Conservatieve Partij, voornamelijk omdat die zijn land de EEG had binnengeleid, en hij adviseerde zijn kiezers Labour te stemmen, omdat die partij een referendum had beloofd over het Britse EEG-lidmaatschap. Dit was volgens hem de enige manier om de Britse soevereiniteit te redden. De daaropvolgende verkiezingen in oktober 1974 leverden een krappe overwinning op voor Labour, dus Powells handelwijze kan bijgedragen hebben aan de nederlaag van Heath. Het referendum werd gehouden in 1975. Het resultaat was echter een duidelijke meerderheid voor lidmaatschap van de EEG.
Powells Euroscepsis werd bevorderd door zijn mening dat de Koude Oorlog een schijnvertoning was omdat de Sovjet-Unie niet van plan was het Westen binnen te vallen. Die was namelijk veel te afhankelijk van goedkope graanimport uit de VS en West-Europa – dus hij zag, anders dan de Conservatieven, ook geen noodzaak het Westelijke bondgenootschap in stand te houden. Van de onafhankelijke Britse nucleaire afschrikkingsmacht moest hij ook niets hebben, omdat rationeel gebruik daarvan niet mogelijk was. Hij meende dat Amerika erop uit was de eigen rol te vergroten ten koste van de Britten. Powell beweerde ook dat de Amerikanen toetreding tot de EEG van het Verenigd Koninkrijk en andere Europese staten aanmoedigde omdat de EEG de politieke arm van de NAVO zou zijn, en dus onderdeel van de grote Amerikaanse strategie tegen de Sovjet-Unie.

## Ulster Unionisme
Bij de vervroegde algemene verkiezingen van 1974 keerde Powell terug in het Lagerhuis als afgevaardigde voor het district South Down voor de Ulster Unionistische partij (UUP), na een aanbod te hebben afgeslagen van het Britse National Front. Hij geloofde stellig in het Verenigd Koninkrijk, en meende dat dit alleen kon overleven als de Unionisten streefden naar volledige integratie in het Verenigd Koninkrijk, dus af te zien van het kort voordien opgeschorte interne zelfbestuur. Hij was dus een uitgesproken tegenstander van radicale unionisme van dominee Ian Paisley en diens Democratische Unionistische partij.
Ook als parlementariër van de UUP bleef Powell kritisch ten aanzien van de VS. Hij beweerde dat Amerika erop uit was Noord-Ierland in een verenigde Ierse staat te laten opgaan, omdat daarmee het obstakel voor Iers lidmaatschap van de NAVO uit de weg zou zijn geruimd.
De Amerikanen wilden een 'gapend gat’ dichten in hun verdedigingslinie tussen de Ierse zuidkust en Noord-Spanje. Powell beweerde een exemplaar te hebben van een beleidsnotitie d.d. 15 augustus 1950 van het Amerikaanse ministerie van Buitenlandse Zaken, waarin zou staan dat de onrust ten gevolge van de Ierse deling ten koste gaat van de bruikbaarheid van Ierland in internationale organisaties, en de strategische planning voor Europa compliceert. Bovendien zou het volgens dit document wenselijk zijn dat Ierland wordt geïntegreerd in het Noord-Atlantische defensiegebied, 'omdat haar huidige strategische positie en gebrek aan defensiecapaciteit belangrijke kwesties zijn’.
In 1984 beweerde Powell ook dat de CIA Louis Mountbatten had vermoord en dat ook de parlementariërs Airey Neave en Robert Bradford door de Amerikanen waren vermoord teneinde Neaves integratiebeleid ten aanzien van Noord-Ierland een halt toe te roepen.
In 1986 herhaalde hij dat Airey Neave niet door het Ierse Nationale Bevrijdingsleger (INLA) was vermoord, maar door de MI6-afdeling de Britse geheime dienst ‘en hun vrienden’.
Hoewel hij naar verluidt op goede voet stond met Margaret Thatcher (ze beweerde dat ze haar monetaristische beleid aan hem ontleend had, waarop Powell droogjes reageerde: ‘Jammer dat ze het niet begrepen heeft!’), kwam hij in 1985 regelmatig met haar in aanvaring vanwege haar steun voor de Anglo-Ierse Overeenkomst; hij gaf zijn zetel op en won die weer terug bij de door hem aldus uitgelokte tussentijdse verkiezingen. Powell verloor zijn zetel bij de algemene verkiezingen van 1987 aan Eddie McGrady van de Iers-republikeins georiënteerde SDLP, voornamelijk vanwege demografische ontwikkelingen en wijziging van de grenzen van zijn kiesdistrict; dat laatste was het gevolg van zijn eigen pleidooi voor een vergroting van het aantal Noord-Ierse parlementsleden, om dat aantal in verhouding te brengen tot de totale bevolking van het Verenigd Koninkrijk, zulks ter bevordering van de integratie van Noord-Ierland in dat koninkrijk.

## Andere internationale kwesties
Nadat Irak op bevel van Saddam Hoessein in 1990 Koeweit binnenviel, stelde Powell dat zijn land formeel geen bondgenoot van Koeweit was en dat de machtsverhoudingen in het Midden-Oosten de Britten niet meer aangingen sinds ze hun imperium kwijt waren, dus was gewapende actie niet gerechtvaardigd. Bovendien was hij van mening dat ‘Saddam Hoesseins troepen nog lang niet op de stranden van Sussex en Kent stonden’; toen de Britse regering zich had opgeworpen als verdediger van kleine landen tegen agressie, stelde hij: ‘Soms vraag ik mij af of we, toen we afstand van onze macht deden, hebben nagelaten ons te ontdoen van onze arrogantie’.
Toen de Duitse Hereniging in 1990 tot stand kwam, bepleitte Powell de dringende noodzaak van een bondgenootschap met Rusland vanwege de Duitse invloed op het machtsevenwicht in Europa. Dit onderdeel van Powells analyse werd serieus genomen door de Atlantisch georiënteerde premier Margaret Thatcher, die er bij de toenmalige Sovjet-leider Michail Gorbatsjov vergeefs op aandrong de hereniging tegen te houden. De gemengde gevoelens over de Duitse eenwording werden overigens wel gedeeld door andere landen die bijzonder onder nazi-Duitsland geleden hadden: Frankrijk, de Sovjet-Unie en Polen, en ook wel in Nederland.
Na premier Thatchers eurosceptische rede in 1988 in Brugge, in haar laatste jaren als premier, nam haar afkeer toe van de afschaffing van het Pond Sterling; Powell steunde haar ten aanzien van Europa publiekelijk in zijn toespraken. Toen de pro-Europese Michael Heseltine het in november 1990 opnam tegen Thatcher in de strijd om het leiderschap van de Conservatieve Partij, zei hij zich weer bij die partij te zullen voegen die hij in 1974 had verlaten vanwege het Europa-beleid, als Thatcher won; hij riep het publiek op haar te steunen, waarmee volgens hem de nationale onafhankelijkheid gediend was.
Premier Thatcher trad af om te voorkomen dat ze door haar eigen partij werd afgezet; uiteindelijk was het niet Heseltine, maar de gematigd pro-Europese John Major die haar opvolgde als premier. Powell keerde dus niet terug naar de Conservatieve Partij. Zijn verbintenis met het Ulster unionisme blokkeerde zijn vermogen tot onafhankelijk denken niet; zo bekritiseerde hij het doodschieten van drie ongewapende IRA-leden in Gibraltar in 1988 door SAS-commando's.

## Overlijden
Enoch Powell overleed op 8 februari 1998 aan de gevolgen van de ziekte van Parkinson op 85-jarige leeftijd, en is begraven in Warwick, Warwickshire. De diagnose van de ziekte van Parkinson was al in de herfst van 1992 gesteld. Hij liet zijn vrouw, Pamela, en hun twee dochters na.
Met Edward Heath, die wellicht mede door Powells toedoen de verkiezingen van 1974 had verloren, was het kennelijk nooit meer goed gekomen, want die verklaarde bij het overlijden van Enoch Powell dat hij geen verklaring wenste af te leggen.

## Persoonlijkheid
Ondanks zijn aanvankelijke atheïsme werd Powell uiteindelijk praktiserend lid van de Anglicaanse Kerk nadat hij meende in 1949 "de klokken van St Peter's Wolverhampton te hebben gehoord, die hem geroepen hadden" {Heffer, p. 130} toen hij naar zijn appartement liep in zijn toekomstige kiesdistrict. Later werd hij kerkmeester van St Margaret's, Westminster. Hij heeft tegen het einde van zijn leven veel tijd besteed aan pogingen om door middel van grondige tekstanalyse aan te tonen dat Christus niet gekruisigd was, maar gestenigd.
Powell kon op vijfjarige leeftijd al Grieks lezen, omdat zijn moeder hem dat geleerd had. Op 70-jarige leeftijd begon hij met het leren van zijn twaalfde en laatste taal, Hebreeuws.
Powell had eens opgemerkt dat ‘alle politieke carrières uiteindelijk mislukken', en gaf zonder aarzelen toe dat dit ook voor hemzelf gold, evenals voor bijvoorbeeld links-radicale Tony Benn. Deze was ondanks de politieke verschillen een persoonlijke vriend, die door Powell geholpen was bij het afstand doen van zijn erfelijke adellijke titel, zodat hij lid van het Lagerhuis kon blijven. Door zijn aanhangers werd Powell gezien als iemand die gewetensvol voor de kiezers in zijn district opkwam, desnoods ten koste van het partijbelang of zelfs zijn persoonlijke belang.
Powells talenten gebruikte hij ook buiten de politiek. Hij was een dichter van heel behoorlijk niveau. Er werden vier bundels van hem gepubliceerd. Zijn Collected Poems verschenen in 1990. Hij vertaalde Herodotus’ Historiae en publiceerde vele andere werken over de klassieke oudheid, alsmede vele boeken over politieke onderwerpen, die vaak geannoteerde bundels van zijn toespraken waren. Hierin was hij vaak even kritisch over zijn eigen partij als over Labour, zich vrolijk makend over gebrek aan logica in denken of handelen. Zijn boek Freedom & Reality (Vrijheid en Werkelijkheid) bevatte vele onzinnige citaten uit partij-manifesten van Labour of van Harold Wilson.

## Racistisch demagoog of gemankeerd premier?
Powell zei ooit: ‘Ik heb me altijd onverzettelijk gekeerd tegen elk verschil in behandeling tussen burgers van dit land op grond van afkomst, en zal dat altijd blijven doen’. Het publiek lijkt dit ook zo te zien. In een Channel 4-uitzending The Trial of Enoch Powell, (de ‘berechting’ van Enoch Powell), 30 jaar na de ‘rivieren van bloed’ (en twee maanden na zijn dood), stemde 64% van het publiek in de studio tegen de stelling dat hij een racist was. De Anglicaanse Kerk dacht daar echter anders over. Bij zijn dood stelde de bisschop van Croydon dat "Enoch Powell blank racisme respectabel heeft gemaakt."
Hoewel het publiek hem veelal steunde op de meest geruchtmakende punten, wordt hij als 'extreem rechts, 'proto-fascistisch' of 'racistisch' gebrandmerkt door vele journalisten, commentatoren en politici, die door Powell collectief werden aangeduid als de ‘babbelende klasse’. Tegen BBC-journalist Michael Cockerill zou hij echter hebben gezegd:
What’s wrong with racism? Racism is the basis of nationality.
Hoewel hij een krachtig voorstander van monetarisme was, dat meestal als rechts wordt beschouwd, waren zijn visies op sociale kwesties naar gangbare maatstaven vooruitstrevend te noemen. Zijn stemgedrag in de meeste sociale kwesties, zoals homoseksualiteit en doodstraf, week af van dat van vele conservatieven in die tijd. Hij stemde bijvoorbeeld in 1965 ook voor verruiming van de echtscheidingswet omdat twee ongelukkige personen volgens hem niet moeten worden gedwongen in hun ongelukkige toestand te blijven. Hij stemde ook voor verruiming van de abortusmogelijkheden, omdat dit een kwestie voor het persoonlijke geweten is, niet voor de overheid.
Zijn toespraken en televisie-interviews getuigden altijd van wantrouwen tegen het hele "Establishment" en in de jaren tachtig verwachtte men steeds dat hij de zittende regering opzettelijk zou provoceren, teneinde te voorkomen dat hij met een niet-erfelijke adellijke titel zou worden weggepromoveerd naar het Hogerhuis. Dat wilde hij in geen geval zolang Edward Heath nog in het Lagerhuis zat. (Heath zou tot na Powells dood in het Lagerhuis blijven.) In 1958 had Powell gestemd voor de Life Peerages Act met betrekking tot niet-adellijke titels, en hij vond het hypocriet zo’n titel te accepteren; geen enkele premier heeft hem ooit een erfelijke titel willen geven.
In augustus 2002 eindigde Powell als nummer 55 in de lijst van "100 Grootste Britten aller tijden".
Dat de Britten nog steeds niet klaar zijn met Powell, bleek opnieuw in november 2007, toen het Conservatieve kandidaat-parlementslid Nigel Hastilow  opmerkte dat Powell gelijk had met zijn 'rivieren van bloed' toespraak, en dat velen in zijn kiesdistrict dat ook vinden. Na een gesprek onder vier ogen met zijn partijvoorzitter trad hij terug als kandidaat, zonder zich te verontschuldigen. Politiek leider David Cameron had kort tevoren met enig succes geprobeerd op een voorzichtige manier de immigratiekwestie aan de orde te stellen.
In april 2008 werd in de Britse media uitvoerig stilgestaan bij de 40-jarige herdenking van de 'rivieren van bloed' rede. In januari 2013 baarde de UKIP-leider Nigel Farage opschudding door te verklaren dat Enoch Powell op een essentieel punt gelijk had.

## Voetnoten
1. ↑  Volkskrant, 18 januari 2006: 'Methode Cohen leidt tot niets'
2. ↑  Simon Heffer, Like the Roman: The Life of Enoch Powell (Weidenfeld & Nicolson, 1999), p. 53.
3. ↑  Ibid, p. 55.
4. ↑  Ibid, p. 75.
5. ↑  Ibid, pp. 86-87.
6. ↑  Ibid, p. 76.
7. ↑  Desert Island Discs, BBC Radio, 19 February, 1989
8. ↑  Paul Foot, The Rise of Enoch Powell (Penguin Specials, 1969).
9. ↑  Mont Pelerin Society
10. ↑  Heffer (1999), p. 431.
11. ↑  '...oorlog zie ik, huiveringwekkende krijg, en de rivier de Tiber schuimende van veel bloed' (vert. M.A. Schwartz)
12. ↑  Heffer (1999), p. 460.
13. ↑  Daily Mail, Saturday, February 3rd, 2007 pp 50-51.
14. ↑  Heffer, p. 449
15. ↑  Heffer, p. 635
16. ↑  Ibid, p. 881.
17. ↑  Ibid, p. 906.
18. ↑  Ibid, p. 933.
19. ↑  Ibid, p. 934.
20. ↑  Austin, I. (2012): 'Enoch Powell was wrong' in The Telegraph. Gearchiveerd op 19 mei 2023.
21. ↑  The Independent, 5 januari 2014